# Indecent
Indecent è un'opera teatrale della drammaturga statunitense Paula Vogel, debuttata a Yale nel 2015. 

## Trama
Il dramma racconta della creazione e del debutto della piece di Sholem Asch Dio di vendetta. L'opera di Asch, ambientata in una casa di tolleranza, suscitò grande scalpore nella comunità ebraica; dopo un lungo tour europeo, Dio di vendetta debuttò a Broadway nel 1923, ma per bypassare la censura newyorchese ed assicurarsi un maggior successo di pubblico furono apportati diversi cambiamenti, tra cui l'eliminazione di una storia d'amore omosessuale tra due donne (la figlia del tenutario del bordello e una "dipendente"). Indecent esplora le reazioni del cast alla scoperta dei cambiamenti del testo, la relazione tra integrità artistica e successo commerciale e le relazioni all'interno della comunità ebraica mentre in Europa si profila l'ascesa del nazismo.

## Produzioni
Diretto da Rebecca Taichman, Indecent debuttò allo Yale Repertory Theatre di Yale nell'ottobre 2015, prima di andare in scena all'Università della California, San Diego dal 13 novembre al 10 dicembre dello stesso anno.
Dopo una prima serie di repliche al Vineyard Theatre nell'Off Broadway dal 27 aprile al 12 giugno 2016, Indecent debuttò al Cort Theatre di Broadway il 18 aprile 2017 e la piece rimase in cartellone per 128 replice fino al 6 agosto. La piece è stata candidata a tre Tony Award, tra cui quello per la migliore opera teatrale, e vinse quello per la miglior regia. Rebecca Taichman è la prima regista donna a vincere il premio. Nel 2020 il dramma fa il suo debutto europeo in un allestimento in scena alla Menier Chocolate Factory di Londra.